# Terezie Neumannová
Terezie Neumannová, zvaná Resl von Konnersreuth[zdroj?] (německy Therese Neumann, 8. nebo 9. dubna 1898 Konnersreuth – 18. září 1962 tamtéž), byla německá katolická mystička a stigmatička.
Narodila se ve vesnici Konnersreuth v Bavorsku, Německo, kde prožila celý svůj život. Narodila se jako první z jedenácti dětí v rodině krejčího Ferdinanda Neumanna a jeho manželky Annydo, ve které panovaly velmi nuzné poměry. Byla členkou Třetího řádu Sv. Františka.

## Zdravotní potíže
10. března 1918 Terezie Neumannová částečně ochrnula po pádu při hašení ohně ve stodole jejího strýce. V tomto období utrpěla další pády a zranění. Po jednom pádu tvrdila, že ztratila téměř všechen svůj zrak. V roce 1919 oslepla úplně. Z důvodu dlouhodobého pobytu na lůžku se u ní údajně objevily proleženiny, které někdy dosáhly takové míry, že obnažily kosti.
29. dubna 1923 Terezie oznámila, že se jí vrátil zrak. Bylo to v den beatifikace Terezie z Lisieux v Římě. Před tímto dnem se Terezie Neumannová modlila novény.  17. května 1925 prohlásila katolická církev Terezii z Lisieux za svatou. Terezie Neumannová řekla, že k ni svatá promluvila a pak ji vyléčila z ochrnutí a od proleženin.
7. listopadu 1925 ulehla Neumannová opět do postele a 13. listopadu byla u ní diagnostikována apendicitida. Zatímco se připravovala operace, Terezie Neumannová se divoce třásla, dívala se na strop a nakonec pronesla "Ano". Požádala rodinu, aby ji okamžitě vzali do kostela k modlitbě. Pak prohlásila, že ze všech příznaků apendicitidy byla vyléčena.

## Stigmata
Později se u Terezie objevila stigmata. Řekla, že 5. března 1926, na první pátek velikonočního půstu se jí těsně nad srdcem objevila rána, ale že to chovala v tajnosti. Promluvila však o svém vidění Ježíše na Hoře olivetské se třemi apoštoly.
12. března řekla, že měla další vidění Krista na Hoře olivetské spolu s korunováním trnovou korunou. Také prohlásila, že rána nad jejím srdcem se toho dne znovu objevila a že o tom mluvila se svou sestrou. Poté se rána objevila opět následující pátek. 26. března opět hovořila o stejné ráně a vizi Krista nesoucí kříž a o podobné ráně na její levé ruce. Na jejím oblečení byla vidět krev a Terezie se stigmata již nepokoušela dále tajit.
Na Velký pátek Neumannová dle svého tvrzení prožila celý Kristův Pašijový příběh ve vizích. Ukázala rány na rukách a nohách spolu s krví tekoucí z jejích očí. Krev vytékala z ran, avšak dle kritika Neumannové, autora knihy The Swindle of Konnersreuth Josefa Hanauera svědci neviděli proces krvácení, jen krev samotnou. Avšak dle autora Alberta Paula Schimberga mnoho lidí sledovalo krvácení jejích ran a nebyli to zdaleka jenom členové její rodiny a páter Josef Naber. Ve tři hodiny odpoledne toho dne byl farní kněz Josef Naber zavolán, aby dal Neumannové poslední pomazání. Ve čtyři hodiny se její stav zlepšil. Rány na jejích nohách a rukách byly spatřeny při koupání.
Na velikonoční neděli tvrdila, že měla vizi vzkříšení Krista. Po několik následujících pátků říkala, že zažívala Kristovy Pašije, přičemž na vlastní kůži zjevně prožívala stejné fyzické utrpení jako Ježíš Kristus. Obzvláště silně trpěla každý rok při pašijích na Velký pátek.
5. listopadu 1926 ukázala devět ran na své hlavě, zádech a ramenou. Dle několika zdrojů se tyto rány nikdy nezahojily ani se nezanítily a byly nalezené na jejím těle i po smrti.

## Inedie
Od roku 1923 až do své smrti v roce 1962 údajně nejedla Terezie Neumannová nic jiného než eucharistii, a od roku 1926 až do své smrti nepila žádnou vodu.
V červenci 1927 byla předmětem patnáctidenní studie německého lékaře Otto Seidla ve spolupráci se čtyřmi františkánskými sestrami. Byla pod neustálým dohledem, po dobu studie vážena a byl každý den odebrán vzorek moči. Na začátku vážila 54,9 kilogramů, které během zkušebního období její váha klesla na 50,9 kilogramů. Poslední den se její váha vrátila na počáteční hodnotu. Potvrdili, že nebyla spatřena požít nic jiného než jednu posvěcenou hostii za den. Podle historika Iana Wilsona však změna váhy naznačuje, že se Theresa Neumannová „navrátila po skončení sledování k normálnímu příjmu potravy a tekutin“. Test nebyl nikdy zopakován. Její rodina odmítla dalším testování. Montague Summers v knize Fyzický fenomén mysticismu mluví o její nadpřirozené schopnosti přežít po dlouhá období bez jídla či vody. Své tvrzení zakládá na článku o Terezii Neumannové z 5. ledna 1940 časopisu The Universe, ve kterém se psalo o tom, jak venkovanka odmítla německé potravinové lístky s tím, že nepotřebuje ani jíst ani pít.
Během některých z jejích pátečních transů pronášela věty, které svědkové (včetně kněžích) identifikovali jako aramejštinu. Také údajně rozuměla hebrejštině, řečtině a latině.

## Různé
Během Třetí říše byla Terezie Neumannová cílem zesměšňování a pomluv, protože nacisté věděli o jejích nesouhlasných názorech a obávali se její rostoucí popularity. Byla sledována gestapem.  Ona osobně nebyla nikdy fyzicky napadena, na rozdíl od jejího rodného domu, farního kostela a obydlí farního kněze, na které byly útoky podniknuty. Podporovala Fritze Gerlicha, aby pokračoval v kritice Hitlera a nacionální socialistické strany. Kvůli svým opozičním názorům byl Gerlich později zabit.
Paramahansa Yogananda Terezii navštívil a popsal její případ ve své knize Autobiography of a Yogi (Autobiografie jogína), vydané v roce 1946. Věnoval Tereze celou kapitolu s názvem Terezie Neumannová, katolická stigmatička z Bavorska, která s úctou podává živé přímé svědectví jednoho z jejích pátečních pašijních transů.
Reinhard Lorenz z Meissenu, médium z New Salems Society, obdržel o Neumannové zprávu v roce 1929, údajně pocházející od Boha Otce. Byla publikována v "Das Wort", periodiku tohoto hnutí. Tvrdí se v ní, že udivující fenomén z Konnersreuthu je schválený Bohem, aby měl takový dopad, který nemůže být zamluven. Věda nebude schopná vysvětlit, jak se zázrak přihodil a jak trvá. Pro vysvětlení by se měl každý člověk podívat do svého srdce, což způsobí různé užitečné myšlenky, které pochopí znaky doby. Protože někteří lidé to považují za nebožské a pomýlené, chtějí diktovat Bohu, co má dělat, ale Bůh dělá, to co chce a nakonec dosáhne svého. Požehnán je ten, který se nerozhořčuje na Boha.
18. září 1962 Terezie Neumannová zemřela na srdeční příhodu poté, co nějakou dobu trpěla anginou pectoris.
Římskokatolická církev nikdy nepotvrdila, ani nevyvrátila ani inedii (kterou dle kritiků trpěla) ani stigmata. Navzdory tomu se "Resl" (jak se Terezii přezdívá) těší velké oblibě u věřících z celého světa - petici žádající její beatifikaci podepsalo 40 000 lidí. V roce 2005 řezenský biskup Gerhard Ludwig Müller formálně otevřel vatikánský proces její beatifikace. Její hrob je houfně navštěvován poutníky z celého světa.